# Colonia de Plymouth
La colonia de Plymouth (también llamada New Plymouth o La Vieja Colonia) fue una colonia inglesa en Norteamérica desde 1620 hasta 1691. El primer asentamiento se instaló en la actual ciudad de Plymouth, un lugar que había sido reconocido y nombrado por el capitán John Smith. En el momento de mayor extensión, la Colonia de Plymouth ocupaba la mayor parte del sudeste del actual estado de Massachusetts.
Fue fundada por un grupo de separatistas que, posteriormente, fueron conocidos como Peregrinos (Pilgrims en inglés). Junto con Jamestown, en Virginia, fue una de las primeras colonias creadas por los ingleses en Norteamérica y el primer asentamiento permanente en la región de Nueva Inglaterra. Ayudados por Squanto, un nativo, la colonia pudo establecer un tratado con el jefe Massasoit que ayudó a asegurar la supervivencia del asentamiento. La colonia jugó un papel principal en la Guerra del Rey Felipe, una de las más sangrientas de las Guerras Indias. Finalmente la colonia fue anexionada por la Colonia de la Bahía de Massachusetts en 1691.
Plymouth tiene un papel especial en la historia de Estados Unidos. Más que ser unos emprendedores, como lo pudieron ser los colonos de Jamestown, los ciudadanos de Plymouth llegaron allí huyendo de la persecución religiosa y buscando libertad para adorar a Dios según sus creencias. La mayor parte del sistema legal estaba basado en sus creencias religiosas. Mucha gente y los sucesos de Plymouth han pasado a formar parte de la mitología estadounidense, tales como la conocida tradición del Día de Acción de Gracias y el monumento Plymouth Rock. Pese a la relativamente corta historia de la colonia, se ha convertido en un importante símbolo de los Estados Unidos.